# Edgar J. Goodspeed
Edgar Johnson Goodspeed, född 1871, död 13 januari 1962, var en amerikansk teolog och filolog.
Edgar Goodspeed var professor i biblisk och patristisk grekiska vid University of Chicago 1915–1937. Han gjorde sig känd som en framstående papyrolog och nytestamentlig exeget. Bland Goodspeeds många arbeten märks The story of the New Testament (1916), The making of the English New Testament (1925), The formation of the New Testament (1926), The story of the Bible (1936), A history of early Christian literature (1942) och Problems of New Testament translation (1945). Goodspeed utgav även en mycket spridd översättning av Nya Testamentet till modern amerikansk engelska 1923. Evangelielitteraturen i USA och på andra håll visade ett stort intresse för hans Strange new gospels (1931).